# Tehnecij
Tehnecij je kemijski element atomskog (rednog) broja 43 i atomske mase 98,906. U periodnom sustavu elemenata predstavlja ga simbol Tc.
Tehnecij je srebrnosiv, radioaktivan metal. Jedan je od dva elementa kojima su svi izotopi radioaktivni, a da ima atomski broj manji od olova (drugi je prometij). Gotovo sav tehnecij nastaje umjetno, a u prirodi se mogu naći tek minutne količine koje nastaju spontanim raspadom u uranijevim ili uhvatom neutrona u molibdenovim rudama. Kemijska svojstva ovog srebrnosivog, kristalnog tranzicijskog metala su sredina među renijevim i manganovim. 1937. tehnecij (točnije tehnecij-97) postao je prvim proizvedenim pretežno umjetnim elementom što je bilo rezultat rada Emilia Gine Segre'a i Carla Perrier'a. Njegovo ime dolazi od grčke riječi τεχνητός, što znači "umjetan".
Dmitrij Ivanovič Mendeljejev predvidio je mnoga svojstva elementa 43 i nazvao ga je ekamangan (vidi Mendeljejevovi predviđeni elementi).
Nuklearni izomer tehnecij-99m emitira gama-čestice i koristi se u nuklearnoj medicini za razne dijagnostičke testove.